# Бертхолд I фон Шварценбург
Бертхолд I фон Шварценбург (на немски: Berthold I von Schwarzenburg, † ок. 1090/ пр. 1104) е граф, господар на замък Шварценбург близо до Рьотц в Горен Пфалц в Бавария.

## Произход
Той е син на катедралния фогт граф Фридрих I фон Регенсбург от Дисен (1005 – 1075) и втората му съпруга Ирмгард фон Гилхинг. По-голямата му полусестра Хазига от Дисен се омъжва втори път за граф Ото I фон Шайерн.

## Фамилия
Първи брак: с фон Шварценбург, дъщеря на граф Хайнрих фон Шварценбург и получава неговото име и наследство. Имат три деца:
- Хайнрих († сл. 1140), женен за Аделхайд
- Бабо фон Рьотц († ок. 1130)
- Лиутгард, омъжена за Хохолд I фон Волнцах-Нойенбург

Втори брак: с Рихардис от род Рихарда/Рихардис фон Спонхайм († ок. 1112/1130), дъщеря на Енгелберт I, маркграф на Марка Истрия. Имат децата:
- Енгелберт фон Шварценбург († сл. 1125)
- Фридрих I фон Шварценбург († 1131), архиепископ на Кьолн (1100 – 1131)